# Cànem a Andorra
La legalitat de cànem a Andorra és governada pel Llei 9/2005.

## Tràfic
"Si es tracta de cànnabis o droga de toxicitat similar, la pena ha de ser de presó fins a dos anys i multa fins al doble del valor de la droga."

## Ús personal
"El consum individual de cànnabis o una droga de toxicitat similar en un local públic ha de ser castigat amb pena d'arrest o multa fins a 600 euros. Als efectes del present apartat, s'assimilen a local públic els llocs públics amb concurrència de persones."